# Zelgoszcz (Poddębice)
Pour les articles homonymes, voir Zelgoszcz.
Zelgoszcz (prononciation [ˈzɛlɡɔʂt͡ʂ]) est un village de la gmina de Wartkowice, du powiat de Poddębice, dans la voïvodie de Łódź, situé dans le centre de la Pologne.
Il se situe à environ 9 kilomètres (km) à l'ouest de Wartkowice (siège de la gmina), 12 kilomètres au nord-ouest de Poddębice (siège du powiat) et 47 kilomètres au nord-ouest de Łódź (capitale de la voïvodie).

## Administration
De 1975 à 1998, le village était attaché administrativement à l'ancienne voïvodie de Sieradz.

Depuis 1999, il fait partie de la nouvelle voïvodie de Łódź.